# Cœur et Cambriole

Cœur et Cambriole (Double Cross Roads) est un film américain réalisé en 1930 par George E. Middleton et Alfred L. Werker.

## Synopsis
Un perceur de coffre-fort et une jeune femme qui fait partie d'un gang tombent amoureux l'un de l'autre.

## Fiche technique
- Titre français : Cœur et Cambriole
- Titre original : Double Cross Roads
- Réalisation : George E. Middleton, Alfred L. Werker
- Production : Fox Film Corporation
- Pays d'origine : États-Unis
- Durée : 64 minutes
- Genre : Sentimental, noir et blanc

## Distribution
- Robert Ames : David Harvey
- Lila Lee : Mary Carlyle
- Edythe Chapman : Mrs. Carlyle
- Montagu Love : Gene Dyke
- Ned Sparks : Happy Max
- Thomas E. Jackson : Deuce Wilson
- Charlotte Walker : Mrs. Tilton
- George MacFarlane : Warden
- William V. Mong : Caleb